# Cmentarz wojenny nr 160 – Tuchów
Cmentarz wojenny nr 160 w Tuchowie – zabytkowy cmentarz z I wojny światowej znajdujący się w Tuchowie w województwie małopolskim, w powiecie tarnowskim. Jest jednym z 400 zachodniogalicyjskich cmentarzy wojennych zbudowanych przez Oddział Grobów Wojennych C. i K. Komendantury Wojskowej w Krakowie. W VI okręgu tarnowskim cmentarzy tych jest 63.

## Opis cmentarza

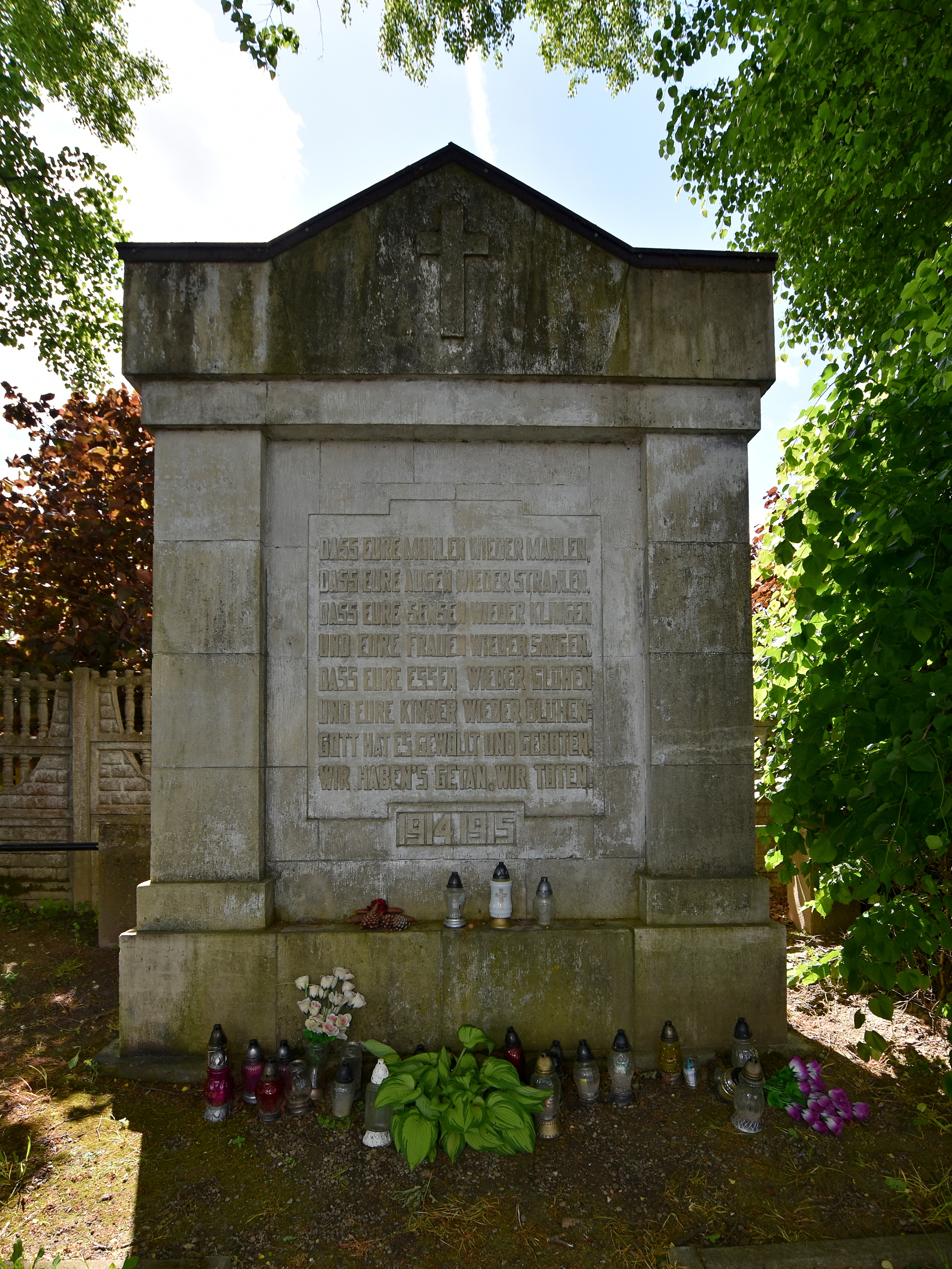
Ściana pomnikowa z tablicą inskrypcyjna

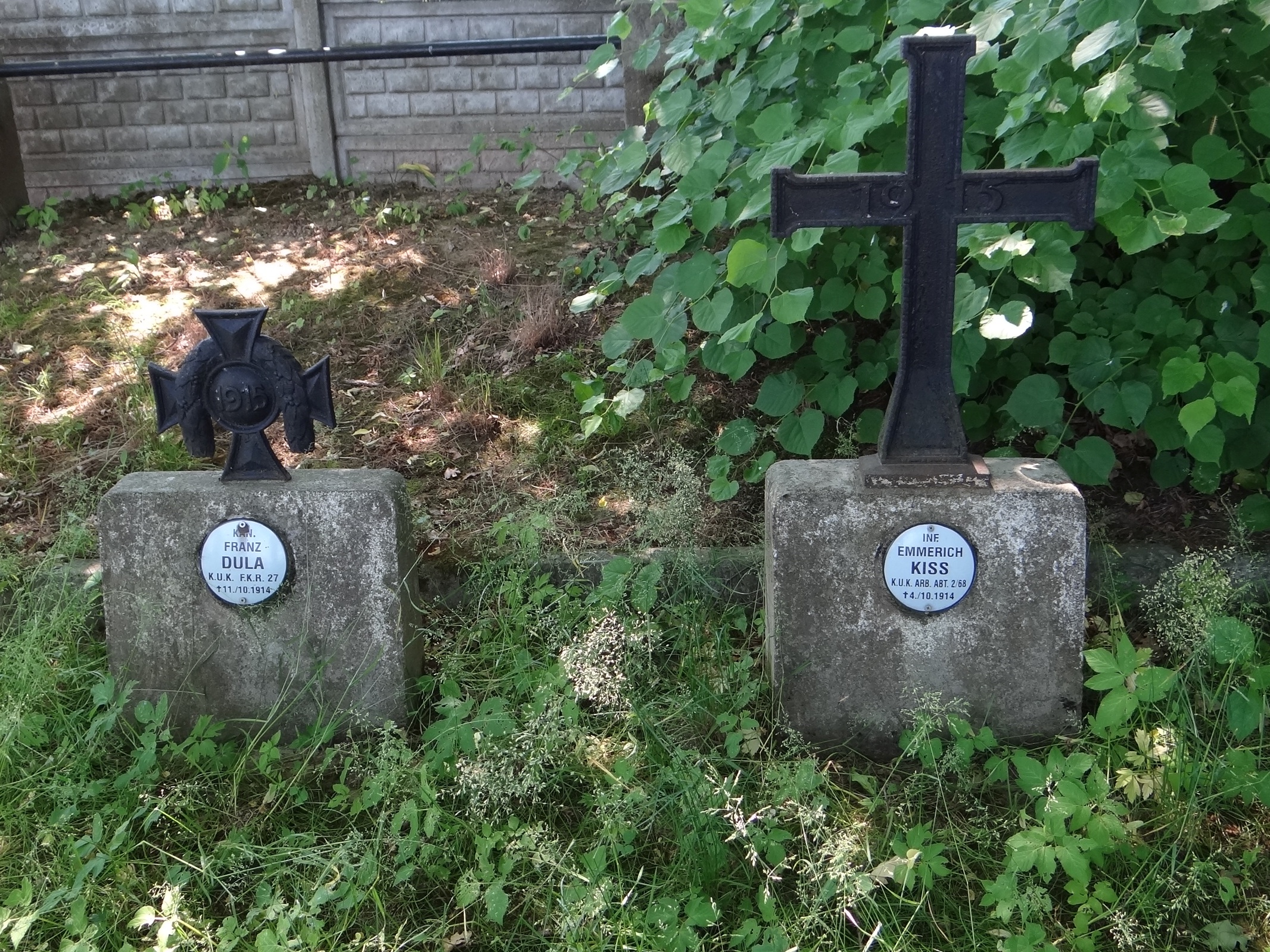
Stele z dwoma rodzajami krzyży

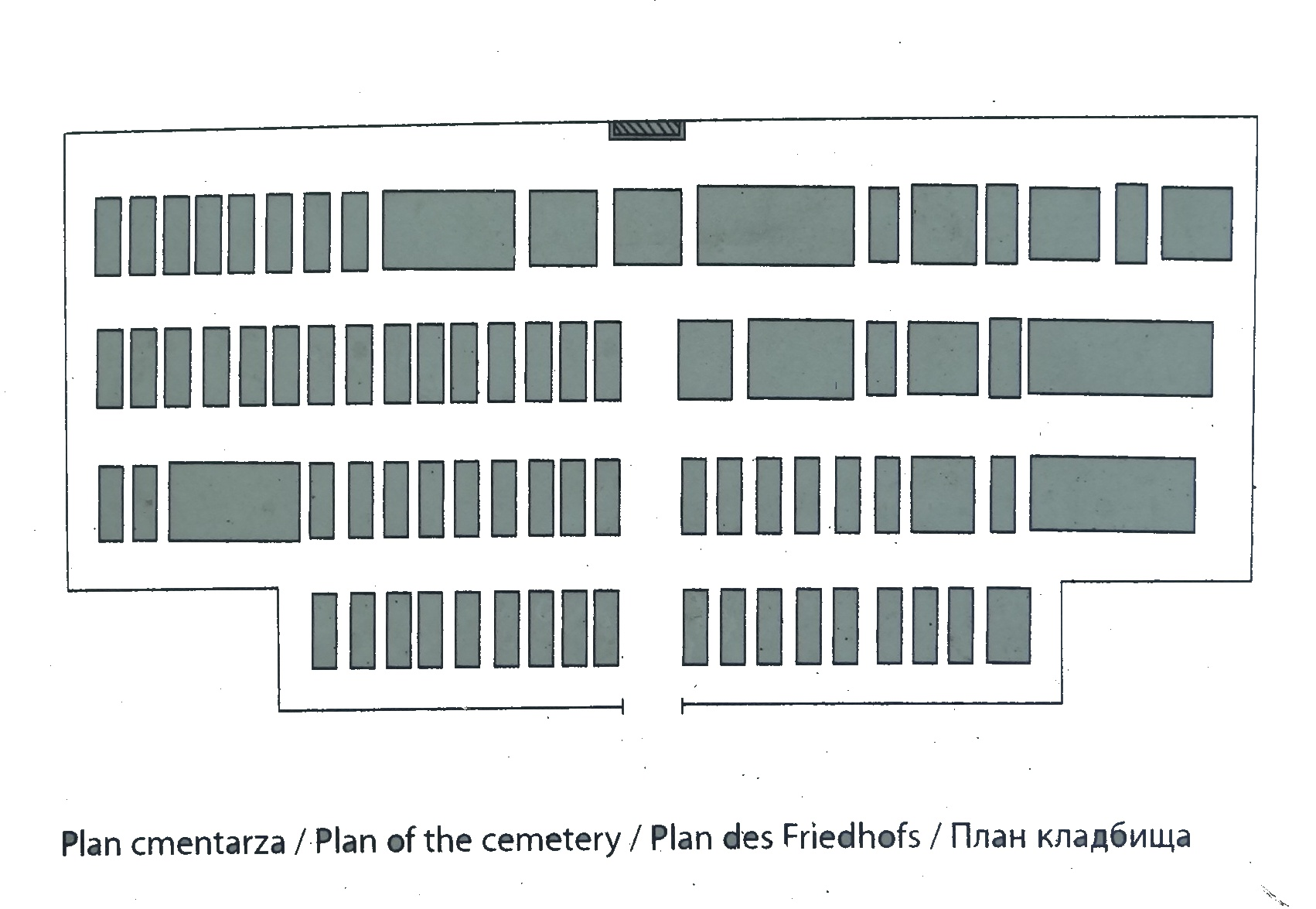
Plan cmentarza

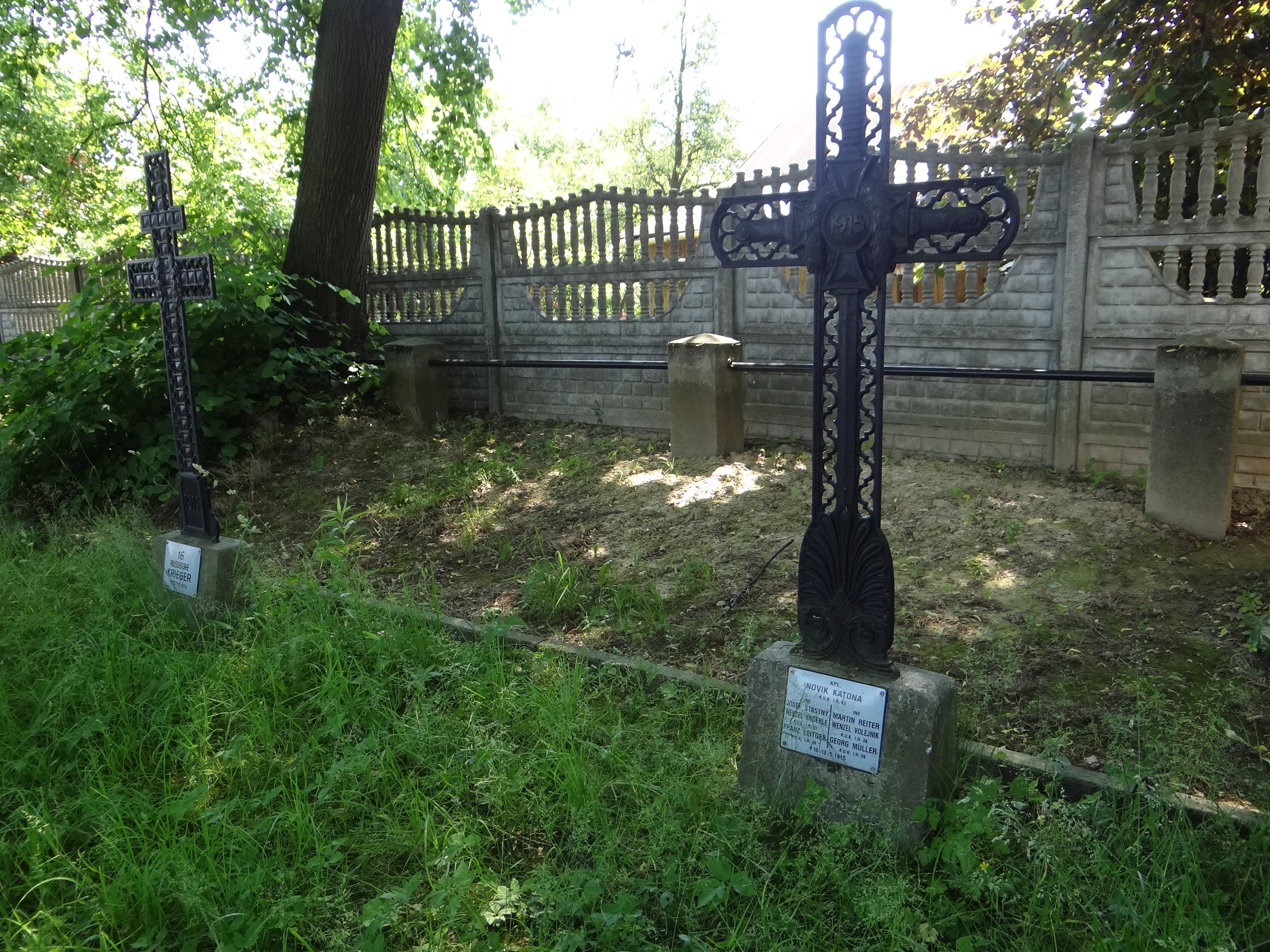
Duże krzyże ażurowe

Zaprojektowany został przez niemieckiego architekta Heinricha Scholza jako oddzielna kwatera na nowym cmentarzu parafialnym Tuchowa. Znajduje się w odległości ok. 1 km od centrum Tuchowa, przy skrzyżowaniu drogi wojewódzkiej nr 977 z odchodzącą od niej drogą do Meszny Opackiej. Ogrodzenie cmentarza tworzą metalowe rury rozpięte między betonowymi lub murowanymi z kamienia słupkami, ponadto od tylnej strony znajduje się dodatkowo współczesne ogrodzenie cmentarza komunalnego wykonane z prefabrykowanych betonowych segmentów. Wejście przez dwuskrzydłową, metalową furtkę pomiędzy murowanymi z kamienia słupkami. Głównym elementem ozdobnym jest znajdująca się na przeciwległym od furtki boku cmentarza ściana pomnikowa. Jest na niej krzyż, data 1914-1915 i inskrypcja autorstwa kapitana Hansa Hauptmanna w języku niemieckim. W tłumaczeniu na język polski brzmi ona tak:
„By Wasze młyny mełły,
I oczy Wasze znów błyszczały,
By kosy Wasze znów dźwięczały,
I kobiety Wasze znów śpiewały,
By kominy Wasze znów dymiły,
I dzieci Wasze znów rozkwitały:
Bóg tego chciał i nakazał –
My to wykonaliśmy – my polegli!”
Od furtki do ściany pomnikowej prowadzi alejka, groby żołnierzy umieszczone symetrycznie w czterech rzędach po obu jej stronach. Są to betonowe podmurówki wyznaczające granice mogił oraz betonowe stele z blaszanymi tabliczkami imiennymi. Stele zwieńczone są krzyżami. Są 4 rodzaje tych krzyży:
- żeliwne, ażurowe krzyże łacińskie,
- żeliwne, ażurowe krzyże lotaryńskie,
- małe, żeliwne krzyże maltańskie,
- małe, żeliwne krzyże łacińskie

Cmentarz jest w dobrym stanie. Opiekują się nim władze Tuchowa i uczniowie szkół. Umieszczono na nim nagrobek upamiętniający poległych w okolicy nieznanych żołnierzy września 1939 r. 

## Polegli
Na cmentarzu tym pochowano 103 żołnierzy austro-węgierskich, 1 niemieckiego i 60 rosyjskich w 63 grobach pojedynczych i 15 zbiorowych. Z zachowanych napisów na tabliczkach wynika, że pochowani tutaj żołnierze armii austro-węgierskiej walczyli w 21. pułku piechoty (obszar rekrutacji w okolicach Czaslawa w Czechach), 62. pułku piechoty (rekrutowani byli w okolicach Tirgu Muresz w dzisiejszej Rumunii), 36.  pułku piechoty (obszar rekrutacji Pilzno w Czechach), 59. salzburskiego pułk piechoty, 30. lwowskiego pułku piechoty, 98. pułku piechoty (obszar rekrutacji Wysokie Myto w Czechach) i 80. złoczowskiego pułku piechot, w którym walczyli głównie Polacy i Ukraińcy oraz 14. pułku piechoty z żołnierzami z okolic austriackiego Linzu. Jedyny pochowany tutaj żołnierz niemiecki walczył w 46. Pruskim Pułku Piechoty i zginął 7 maja 1915 r. Ponieważ jednostki niemieckie nie walczyły na tym odcinku frontu, najprawdopodobniej żołnierz ten zmarł od ran w czasie transportu koleją i został pochowany w okolicach najbliższej stacji kolejowej. O żołnierzach rosyjskich wiadomo niewiele. Jedyną znaną jednostką w której służyli pochowani tutaj żołnierze armii rosyjskiej był 255. Derbencki Pułk Piechoty.